# Campionat de Zúric 1998
L'edició del 1998 fou la 83a del Campionat de Zuric, anomenat aquest any Gran Premi de Suïssa. La cursa es disputà el 23 d'agost de 1998, entre Basilea i Zúric i amb un recorregut de 242,7 quilòmetres. El vencedor final fou l'italià Michele Bartoli, que s'imposà per davant de Frank Vandenbroucke i Salvatore Commesso.
Va ser la vuitena cursa de la Copa del Món de ciclisme de 1998.

## Classificació final
|    | Ciclista             | Equip                          | Temps           |
| -- | -------------------- | ------------------------------ | --------------- |
| 1  | Michele Bartoli      | Asics-CGA                      | 6 h 09 min 24 s |
| 2  | Frank Vandenbroucke  | Mapei-Bricobi                  | m. t.           |
| 3  | Salvatore Commesso   | Saeco-Estro                    | m. t.           |
| 4  | Andrea Tafi          | Mapei-Bricobi                  | m. t.           |
| 5  | Bobby Julich         | Cofidis                        | m. t.           |
| 6  | Massimiliano Gentili | Cantina Tollo-Alexia Alluminio | m. t.           |
| 7  | Davide Rebellin      | Polti                          | m. t.           |
| 8  | Paolo Bettini        | Asics-CGA                      | m. t.           |
| 9  | Dario Frigo          | Saeco-Estro                    | + 12 s          |
| 10 | Fabio Baldato        | Riso Scotti-MG Boys Maglificio | + 23 s          |